# Peter Östman
Peter Östman (né le 16 décembre 1961 à Larsmo) est un homme politique finlandais des Chrétiens-démocrates.

## Biographie
De 2013 à 2016, il est le président du Mouvement politique chrétien européen et, depuis 2011, il est député de la circonscription de Vaasa à l'Eduskunta où il préside son groupe parlementaire.